# Boisse
Boisse é uma comuna francesa na região administrativa da Nova Aquitânia, no departamento Dordonha. Estende-se por uma área de 16,33 km². Em 2010 a comuna tinha 251 habitantes (densidade: 15,4 hab./km²).